# Carlo Cavalla

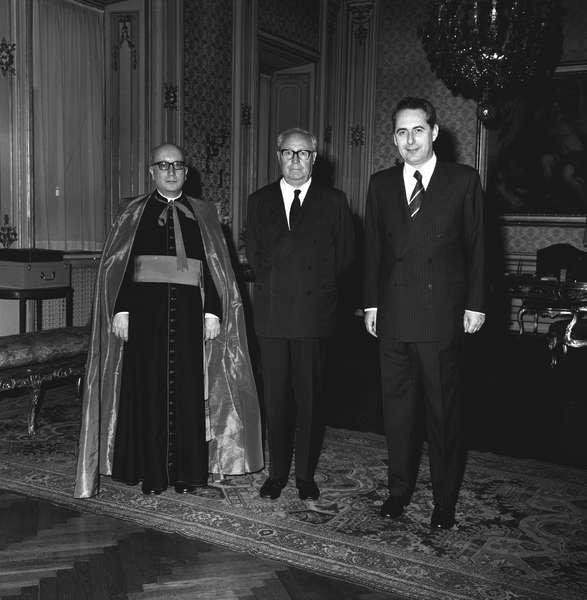
Bischof Carlo Cavalla (links) beim italienischen Staatspräsidenten Giuseppe Saragat (Mitte), 1971

Carlo Cavalla (* 19. Juni 1919 in Villafranca d’Asti, Piemont, Italien; † 4. Januar 1999 in Casale Monferrato) war Bischof von Casale Monferrato.

## Leben
Carlo Cavalla empfing am 19. Juni 1943 das Sakrament der Priesterweihe. Er wurde in Turin im Fach Literatur promoviert. Nach einigen Jahren in der Seelsorge wurde Cavalla 1959 Assistent der weiblichen Jugend der Katholischen Aktion mit Sitz in Rom.
Am 1. März 1971 ernannte ihn Papst Paul VI. zum Bischof von Casale Monferrato. Der Präfekt der Kongregation für die Bischöfe, Carlo Kardinal Confalonieri, spendete ihm am 18. April desselben Jahres die Bischofsweihe; Mitkonsekratoren waren der Bischof von Porto und Santa Rufina, Andrea Pangrazio, und der emeritierte Bischof von Crema, Franco Costa. Die Amtseinführung fand am 30. Mai 1971 statt.
Am 3. Juni 1995 nahm Papst Johannes Paul II. das von Carlo Cavalla aus Altersgründen vorgebrachte Rücktrittsgesuch an.